# Joel Spolsky
Joel Spolsky (ur. 1965) – programista i pisarz. Autor bloga programistycznego Joel on Software oraz twórca oprogramowania Trello.
W latach 1991–1994 był menadżerem projektu Microsoft Excel. W 2008 wraz z Jeffem Atwoodem założył Stack Exchange Network, która grupuje aktualnie ponad 100 serwisów typu pytanie-odpowiedź.